# Nesobasis longistyla
Nesobasis longistyla – gatunek ważki z rodziny łątkowatych (Coenagrionidae). Endemit Fidżi, stwierdzony na wyspach Viti Levu i Kadavu.